# ГЕС Đa Nhim
ГЕС Đa Nhim — гідроелектростанція у південній частині В'єтнаму. Використовує деривацію ресурсу із річки Đa Nhim, лівого витоку Донг-Най (дренує західний схил прибережного вододільного хребта та на околиці Хошиміна зливається з річкою Сайгон, після чого під назвою Soài Rạp прямує до Південнокитайського моря). Можливо відзначити, що нижче по течії Đa Nhim знаходиться гребля іншої дериваційної ГЕС Đại Ninh і лише потім починаються каскадні станції на Донг-Най.
ГЕС Đa Nhim спорудили в 1962—1964 роках на кошти уряду Японії, який таким чином надав певну компенсацію за дії японських військ під час Другої світової війни. У межах проєкту облаштували водосховище на Đa Nhim, для чого в районі населеного пункту Дон-Дуонг звели насипну греблю висотою 38 метрів, довжиною 1500 метрів та товщиною від 6 (по гребеню) до 180 (по основі) метрів, яка утворила резервуар з площею поверхні 9,7 км2 та об'ємом 165 млн м3.
Зі сховища на схід проклали дериваційний тунель довжиною 5 км, який проходить під водорозділом із долиною річки Sông Pha, правою притокою Cai Phan Rang (має устя за 275 км на північний схід від згаданої вище Soài Rạp, через яку природним шляхом дренувалась вода з Đa Nhim). На завершальному етапі тунель переходив у два напірні водоводи довжиною по 2 км з діаметром 1 метр.
Наземний машинний зал обладнали чотирма турбінами типу Пелтон потужністю по 40 МВт, які при напорі у 800 метрів забезпечували виробництво близько 1 млрд кВт·год електроенергії на рік.
Відпрацьована вода через короткий канал та водоводи довжиною 0,3 км потрапляє на малу ГЕС Sông Pha (7,5 МВт), далі на ГЕС Hạ Sông Pha 1 (5,4 МВт) і нарешті у названу вище річку Sông Pha.
Видача продукції відбувається по ЛЕП, розрахованих на роботу під напругою 220 кВ та 110 кВ.
Окрім виробництва електроенергії, гідрокомплекс забезпечує зрошення 20 тисяч гектарів земель.
У 2018 році оголосили про намір збільшити потужність станції за рахунок встановлення ще однієї турбіни того ж типу потужністю 80 МВт, що збільшить річний виробіток на 90 млн кВт·год. У межах проєкту передбачається спорудити ще один дериваційний тунель.